# Chengdu (stacja kolejowa)
Chengdu (chiń. 成都站; pinyin Chéngdū Zhàn) – stacja kolejowa w Chengdu, w prowincji Syczuan, w Chinach. Na stacji jest 6 peronów.